# Mimanuga violascens
Mimanuga violascens är en fjärilsart som beskrevs av Clayton Dissinger Mell 1943. Mimanuga violascens ingår i släktet Mimanuga och familjen nattflyn. Inga underarter finns listade i Catalogue of Life.